# Carl Wilhelm Naumann

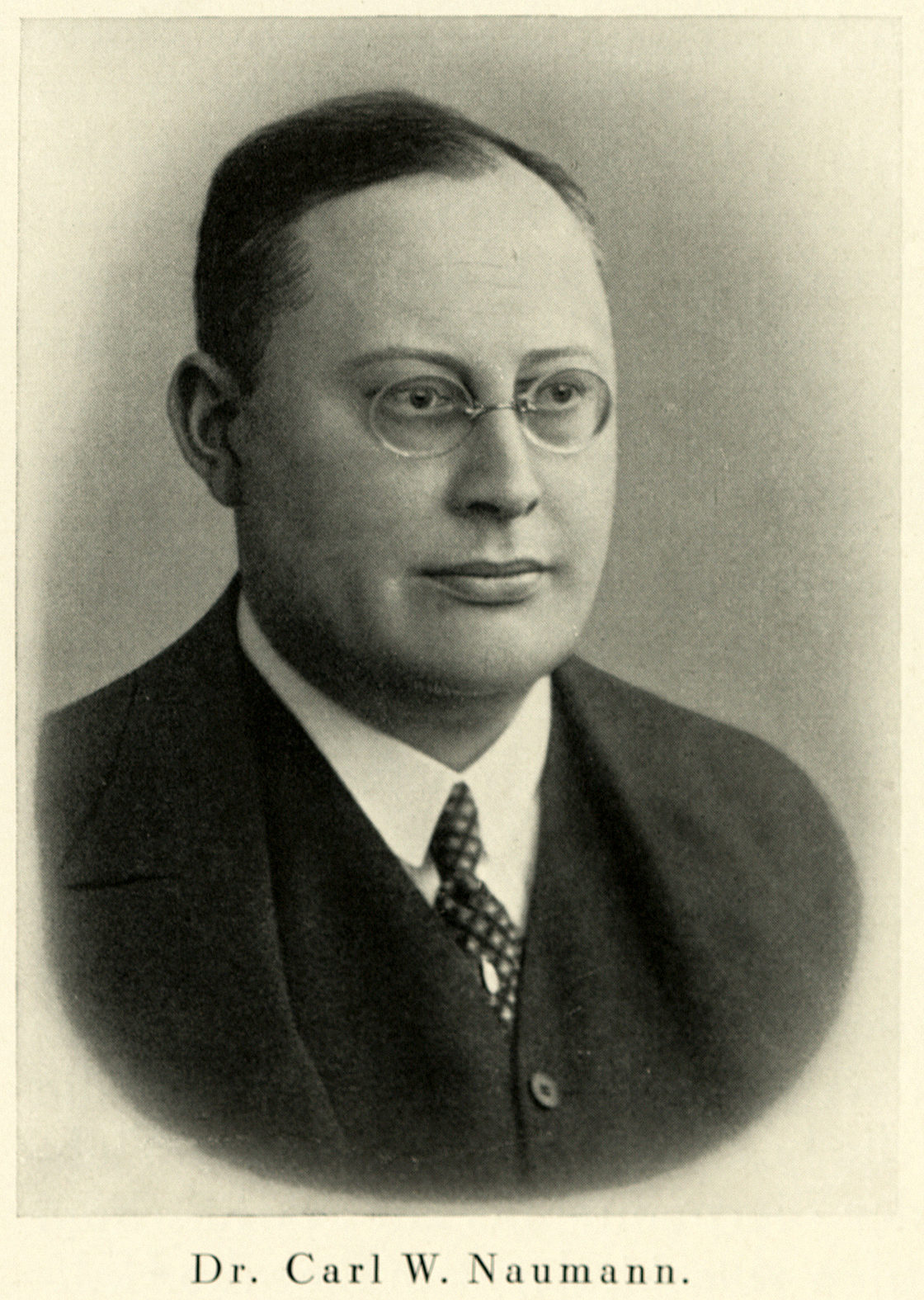
Carl Wilhelm Naumann (1928)

Carl Wilhelm Naumann (Pseudonym: Carl Willnau, manchmal auch Karl) (* 11. Oktober 1886 in Leipzig; † 23. Dezember 1958 ebenda) war ein deutscher Chemiker, Industrieller und Schriftsteller.

## Leben und Wirken
Carl Wilhelm Naumann wurde als Sohn des Prokuristen Max Naumann († 1896) geboren und studierte nach dem Besuch der Thomasschule an den Universitäten Leipzig, München und Berlin Botanik und Chemie. 1910 wurde er zum Thema Schimmelpilze mit der Arbeit Die Bedingungen für die Pigmentbildung durch Epicoccum purpurascens (Ehrenberg) in Zusammenarbeit mit dem Institut für Gährungsgewerbe unter der Leitung Paul Lindners promoviert. 1913 stieg er in die Brauerei C. W. Naumann ein, die sein gleichnamiger Urgroßvater Carl Wilhelm Naumann (1792–1876) im Jahr 1828 gegründet hatte. Zunächst arbeitete er im Unternehmen als Prokurist, später war er, bis zur Enteignung der Brauerei im Jahr 1946, Vorstandsmitglied der Aktiengesellschaft.
Neben seiner Tätigkeit in der familiengeführten Brauerei verfasste Naumann bis an sein Lebensende Fachbücher über das Brauereiwesen, außerdem Romane, Erzählungen und Novellen, Theaterstücke und Opernlibretti, zudem veröffentlichte er kultur- und kunstgeschichtliche Aufsätze. Für viele seiner belletristischen Werke nutzte Naumann das Pseudonym Carl bzw. Karl Willnau.
Naumann war unter anderem Mitglied des Verbandes sächsischer Industrieller sowie des Verbandes deutscher Bühnenschriftsteller.

## Schriften (Auswahl)
- Die Bedingungen für die Pigmentbildung durch Epicoccum purpurascens (Ehrenberg). Ebering, Berlin 1910.
- Epicoccum purpurascens und die Bedingungen für seine Pigmentbildung. [veränderter Nachdruck der Dissertation von 1910]. In: Hedwigia, 1912, 51, S. 135–175; ZDB-ID 500986-8 (zobodat.at).
- Der Bildschnitzer. Novelle. Scholtze, Leipzig 1919; DNB 575207256.
- (Hrsg.): Urkunden der Stadt Querfurt. Jaeckel, Querfurt 1920; DNB 573867976.
- als Carl Willnau: Sieben neue Lieder zur Laute. Scholtze, Leipzig 1920; DNB 1000319776.
- als Karl Willnau: Ledermüller. Erzählung. Scholtze, Leipzig 1921; DNB 576324981.
- Johannes Leyser. Schauspiel. Scholtze, Leipzig 1925; DNB 57632499X.
- als Carl Willnau: Belcanto. Komische Oper in einem Akt (2 Bildern). Unter Benutzung der Riehlschen Novelle "Ovid bei Hofe", Musik: Hanns Ludwig Kormann. Scholtze, Leipzig 1926; DNB 576260681.
- Ledermüller und von Gleichen-Russworm. Zwei deutsche Mikroskopisten der Zopfzeit. Scholtze, Leipzig 1926; DNB 575207299.
- als Carl Willnau: Der Dreispitz. Komische Oper in drei Akten. Nach der gleichnamigen Novelle von Alarcon, Musik: Hanns Ludwig Kormann. Scholtze, Leipzig 1927; DNB 57626069X.
- Brauerei C. W. Naumann Aktiengesellschaft in Leipzig-Plagwitz. 1828–1928. Zum hundertjährigen Bestehen. Scholtze, Leipzig 1928; DNB 361546084.
- als Carl Willnau: Der Nürnberger Heller. Lustspiel. Scholtze, Leipzig 1931; DNB 575207264.
- als Carl Willnau: Von A bis Z! Lustspiel. Scholtze, Leipzig 1934; DNB 575207337.
- als Carl Willnau: Der Meister von Palmyra. Oper nach Adolf Wilbrandts Schauspiel, Musik: Hanns Ludwig Kormann. Scholtze, Leipzig 1934; DNB 574427031.
- als Carl Willnau: Zwischen Lorenz und Sebaldus! Lustspiel. Scholtze, Leipzig 1935; DNB 575207310.
- als Carl Willnau: Die Herkunft des Nikolaus Knüpfer. In: Familiengeschichtliche Blätter, 1935, 33, S. 5; ZDB-ID 124255-6.
- als Carl Willnau: Neue Urkunden über Nikolaus Knüpfer. In: Familiengeschichtliche Blätter, 1936, 34, S. 265.
- Johann Cornelius Maximilian Poppe. In: Schriften des Vereins für die Geschichte Leipzigs, 1939, 23, S. 74; ZDB-ID 513516-3.
- Joseph Fröhlich, Hofnarr Augusts des Starken, der Erbauer des Narrenhäusels in Dresden. In: Mitteilungen des Landesvereins Sächsischer Heimatschutz e. V., 1940, 29, Nr. 1/4, S. 60–74; ISSN 0941-1151.
- als Carl Willnau: Ein Schelm, der's gut meint. Des Hofnarren Fröhlich ergötzlicher Lebensroman. Bohn, Leipzig 1943; DNB 575207329.
- als Carl Willnau: Allerhand Kurzweil. Leipzig 1946; DNB 575207280.
- als Carl Willnau: Zehn Kindergarten-Spiellieder. Pro musica, Leipzig 1950; DNB 575207272.
- Das Brauwasser. Analyse, Charakter, Veredelung. Brauwelt-Verlag, Nürnberg 1952; DNB 453541062
- Neue Wege der Wasseranalyse. Fachbuchverlag, Leipzig 1952; DNB 453541070.
- als Carl Willnau: Hofnarr Fröhlich. Die ergötzliche Chronik seines Lebens. Greifenverlag, Rudolstadt 1954; DNB 455686432.
- (Vorwort): Peter Paul Rubens. Zehn farbige Gemäldewiedergaben. 1577–1640. E. A. Seemann, Leipzig 1954 (= Farbige Künstlermappe, Band 117); DNB 364550597 (erschien in mehreren Nachauflagen).
- als Carl Willnau: Die Bibliothek des Hofnarren Joseph Fröhlich. Zur 200. Wiederkehr seines Todestages. In: Börsenblatt für den deutschen Buchhandel N. F., 1957, 13, S. 801–802; ISSN 0940-0044.
- Die Bibliothek eines Hofnarren. In: Das Antiquariat, 1958, 14, S. 121–124; ISSN 0003-5793.